# 澎湖海鮮
澎湖四周環海，以各式海鮮做成的美食聞名於外，其中魠魚、玳瑁石斑、海鱺等皆頗具特色。

## 魠魚
魠魚台灣各海域均有產，尤其以東部及南部海域產量居多。體延長，側身為扁形；尾柄細，體側灰綠腹部銀白（有50~60條波形黑色橫帶）。 

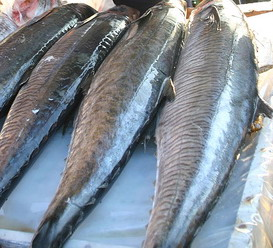
魠魚

入冬以後到清明節前夕，是鰆魚的盛產季節，而接近清明產卵季節，肉質則會因為魚體產卵過後較為虛弱，口感較差。屬於近海暖水性中上層魚類。游泳敏捷，生性凶猛，成群捕食小型魚類和甲殼類。 
土魠魚的營養價值十分的高，多食用，除了可以預防疾病，甚至還有抗老防癌的功效。 在營養方面，獨特的是魠魚含有大量的不飽和脂肪酸，還有豐富的礦物質、高量的鈣質、維生素等，對人體健康相當有幫助。

## 玳瑁石斑

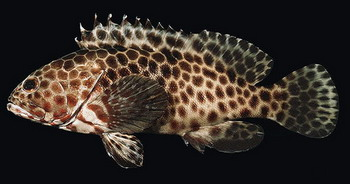
玳瑁石斑

玳瑁石斑俗稱「格仔」、「花格仔」（閩南語），分佈於台灣北部、東部、南部及澎湖海域岩石海域或珊瑚礁區，以春夏兩季產量為最高，尤其以澎湖縣分布海域最廣。
體色為淺褐色，身上的花色會隨著棲息地的不同而有所差別，人工養殖跟野生的玳瑁石班外觀差別在於養殖的魚身會是深咖啡偏黑色，而野生玳瑁石班的則呈現朱紅色。花格身上的顏色也會隨著水溫的不同而有所變化，水溫高顏色會變深，水溫低.顏色會變淺。全身包括頭部、體部及各鰭均有六角形暗斑密佈，由於斑間隔之狹窄自成網狀圖案，故命名之。體背背鰭基底處無任何斑塊。

## 海鱺
海鱺俗稱軍曹魚，又名虎鱺、龍魚，為溫熱帶洄游性魚種。魚體背部呈深咖啡色，其下有明顯的銀色縱帶，與黃色相接。
澎湖以箱網養殖的方式培育出有機無毒海鱺，內含高量豐富的維生素E、EPA、DHA，其中更富含牛磺酸(taurine)成份。牛磺酸具有調節細胞滲透壓，降低膽固醇、血糖、血脂等作用。肌肉中含有與鮪魚旗魚鰹魚類似的抗氧化成份，營養價值還可媲美鮭魚和黑鮪魚。